# Alto Caparaó
Alto Caparaó – miasto i gmina w Brazylii, w stanie Minas Gerais. Znajduje się w mikroregionie Manhuaçu.